# Rima Abdul Malak
Rima Abdul Malak, née le 11 février 1979 à Beyrouth (Liban), est une femme politique franco-libanaise.
Après avoir été directrice des programmes de Clowns Sans Frontières puis responsable du pôle musiques à Culturesfrance (devenu l'Institut français), elle rejoint le cabinet de Christophe Girard, adjoint à la Culture à la mairie de Paris, puis devient conseillère Culture du maire de Paris, Bertrand Delanoë, entre 2012 et 2014. Elle est ensuite nommée attachée culturelle à New York.
En novembre 2019, elle devient conseillère culture et communication du président Emmanuel Macron. Nommée le 20 mai 2022, elle est ministre de la Culture dans le gouvernement Élisabeth Borne et quitte ses fonctions le 11 janvier 2024.

## Biographie

### Famille et enfance
Née le 11 février 1979 à Beyrouth, dans une famille libanaise de culture chrétienne, Rima Abdul Malak vit au Liban jusqu'à l'âge de dix ans et effectue sa scolarité au collège Notre-Dame de Jamhour. En 1989, durant la guerre du Liban, la famille Abdul Malak quitte le Liban pour emménager en France. Selon son oncle paternel, Samir Abdelmalak : « Leur maison a été attaquée, ils ont littéralement échappé à la mort. Leur père décide alors de partir et d'installer sa femme et ses trois enfants à Lyon, qu'il connaît bien pour y avoir passé son cursus universitaire ». Sa sœur, Maya, est cinéaste et enseignante.
Elle possède à la fois la nationalité française et la nationalité libanaise.

### Formation
Rima Abdul Malak étudie au lycée international de Lyon, puis à l'Institut d'études politiques de Lyon, où elle a le politologue libertaire Philippe Corcuff comme enseignant et dont elle sort diplômée en 1999. En 2000, elle obtient un DESS développement et coopération internationale à l'université Panthéon-Sorbonne à Paris.

### Carrière professionnelle
Ses débuts professionnels sont effectués au sein du Comité catholique contre la faim et pour le développement.

#### Directrice des programmes de Clowns sans frontières (2001-2006)
De 2001 à 2006, elle dirige les programmes de l'association Clowns Sans Frontières, dont la mission est d'apporter à travers le rire et le spectacle, un soutien psychosocial aux enfants et aux populations victimes de crises humanitaires ou en situation de grande précarité. Elle coordonne la recherche de financements, l'organisation des missions de l'association et l'animation du réseau des artistes et des bénévoles à travers la France.
Elle participe à l'édition de l'ouvrage de Clowns sans frontières, J'ai 10 ans, publié en 2003, et à l'organisation de spectacles de soutien, notamment à l'Olympia, avec les artistes parrains de l'association, tels que M.
En décembre 2013, elle participe à l'émission Vivement dimanche de Michel Drucker à l'invitation de Louis et Matthieu Chedid pour promouvoir l'association.

#### Mairie de Paris (2008-2014)
En 2008, elle devient conseillère spectacle vivant auprès de l'adjoint à la Culture Christophe Girard, puis sa directrice de cabinet en 2010. Elle travaille sur la réforme des théâtres municipaux et le renouvellement de leurs directions, l'ouverture de nouveaux équipements culturels comme le Centquatre, la Gaîté-Lyrique, ou les maisons des pratiques artistiques amateurs, et organise les États généraux de la Nuit, à la suite de la pétition « Quand la nuit meurt en silence ».
Etant l'une des conseillères culture du maire de Paris Bertrand Delanoë (de 2012 à 2014), elle participe à plusieurs projets municipaux tels que la Philharmonie, la création de l'établissement public Paris Musées regroupant quatorze des dix-sept musées de Paris, l'ouverture du Louxor - Palais du Cinéma, le développement des bibliothèques ou encore Nuit blanche.

#### Attachée culturelle auprès de l'ambassade de France aux États-Unis (2014-2018)
En 2014, elle est nommée attachée culturelle, directrice du département des Arts visuels et spectacle vivant du service culturel de l'ambassade de France aux États-Unis.
Elle promeut la diffusion du théâtre français en permettant à des artistes de se produire aux États-Unis, en encourageant les traductions et les nouvelles créations,,,.
Elle met en place un festival jeune public à New York dénommé TILT,, coorganisé avec le FIAF et une dizaine de lieux partenaires, en programmant des artistes du monde francophone et des artistes américains.
Elle participe également à la programmation des Nuits de la philosophie et des festivals de la librairie Albertine.
Elle est par ailleurs responsable des fonds de soutien de la Fondation FACE (French American Cultural Exchange) pour l'art contemporain, le théâtre, la danse, la musique contemporaine et le jazz.

### Parcours politique

#### Conseillère «Culture et communication» à l'Élysée (2019-2022)
En novembre 2019, elle devient conseillère Culture et communication dans le cabinet du président de la République, Emmanuel Macron, en remplacement de Claudia Ferrazzi.
Elle orchestre la mise en œuvre de l’année blanche pour les intermittents du spectacle à la suite de la crise suscitée par la pandémie de Covid-19,,.
En juin 2020, son nom est cité comme possible ministre de la Culture en succession de Franck Riester.
La presse souligne son influence,, sur les nominations dans le secteur culturel. Elle contribue au plan « Mondes nouveaux » de commande publique établi en 2021 pour soutenir l'industrie culturelle française dans le cadre du plan de relance.

#### Ministre de la Culture (2022-2024)
Le 20 mai 2022, elle est nommée ministre de la Culture dans le gouvernement Élisabeth Borne,. Elle nomme Emmanuel Marcovitch comme directeur de cabinet. Elle s'engage à défendre « la souveraineté culturelle, à investir dans l’éducation artistique et à relever le défi de la transition écologique dans le milieu artistique » et de collaborer avec le ministre de l'Éducation nationale Pap Ndiaye dans une perspective d’apaisement des mémoires en citant les propos d'Emmanuel Macron : « Ce n’est ni une politique de repentance ni une politique de déni, c’est une politique de reconnaissance »,. Elle quitte ses fonctions le 11 janvier 2024 à la suite de la composition du gouvernement Gabriel Attal où elle est remplacée par Rachida Dati.

#### Lutte contre les violences sexuelles dans le cinéma
Pour un article plus général, voir Violences sexuelles et sexistes dans le cinéma français.
En décembre 2023, Rima Abdul Malak annonce un renforcement des mesures de prévention contre les violences sexistes et sexuelles dans le cinéma français. Il s'agit en particulier d'une formation obligatoire au début du tournage, à destination de toute l’équipe d’un film soutenu par le Centre national du cinéma et de l’image animée. Dans le cadre de l'affaire Gérard Depardieu, elle annonce une « procédure disciplinaire » par la grande chancellerie de la Légion d'honneur concernant l'acteur. Toutefois, le président Emmanuel Macron la désavoue, estimant que la ministre de la Culture s'est « un peu trop avancée », il considère que la Légion d’honneur est un ordre n’ayant pas pour vocation de « faire la morale ».

## Controverses

### Mise en examen du directeur du CNC
Un mois après sa nomination au ministère de la Culture, elle accorde une interview au journal Le Parisien où elle annonce ses projets politiques. Elle affirme qu'elle souhaite maintenir Dominique Boutonnat à la tête du Centre national du cinéma et de l'image animée (CNC), mis en examen pour agression sexuelle. Elle justifie cette décision par « la présomption d'innocence » et souligne également son bilan : « Il est le patron d'un CNC qui a fait face à la crise et qui, par ailleurs, a été pionnier sur la lutte contre les violences sexuelles et sexistes »,.

### Festival de Cannes 2023
Lors de la cérémonie de clôture du Festival de Cannes 2023, elle se dit « estomaquée » par les propos de la cinéaste Justine Triet lors de la traditionnelle allocution de la lauréate de la Palme d'Or qui déclenche une polémique, puis dénonce le lendemain un « fond idéologique d'extrême gauche » d'un discours « ingrat et injuste ».

## Décorations
- Chevalière de la Légion d'honneur (2025)[45].
- Chevalière de l'ordre national du Mérite (2016)[46].
- Commandeure de l'ordre des Arts et des Lettres (2022), ex officio en tant que ministre de la Culture[47].